# Atletiek op de Olympische Zomerspelen 1928

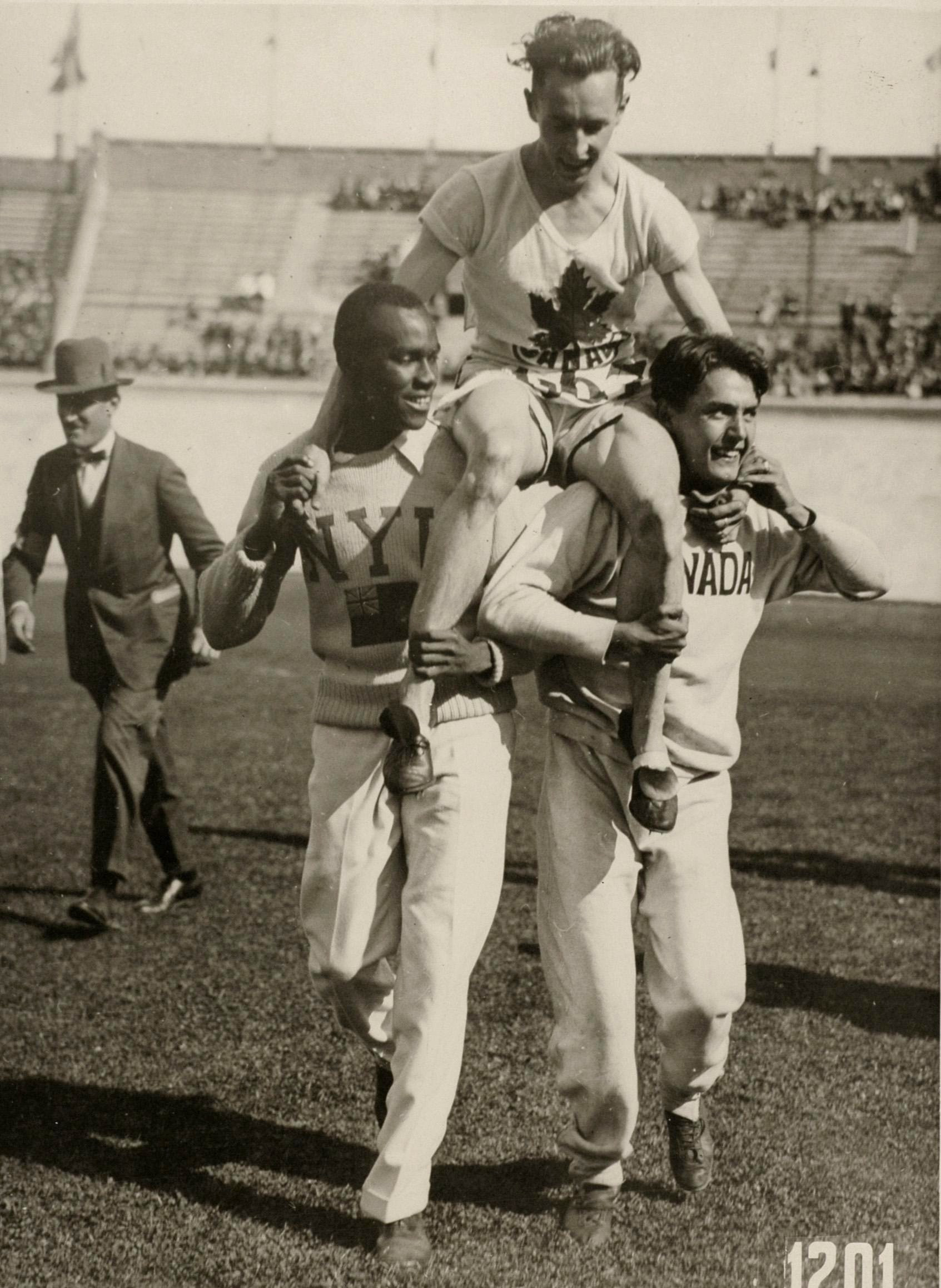
Percy Williams, die gedragen wordt door Phil Edwards (links) en een ander lid van het Canadese estafetteteam op de Olympische Spelen van 1928.

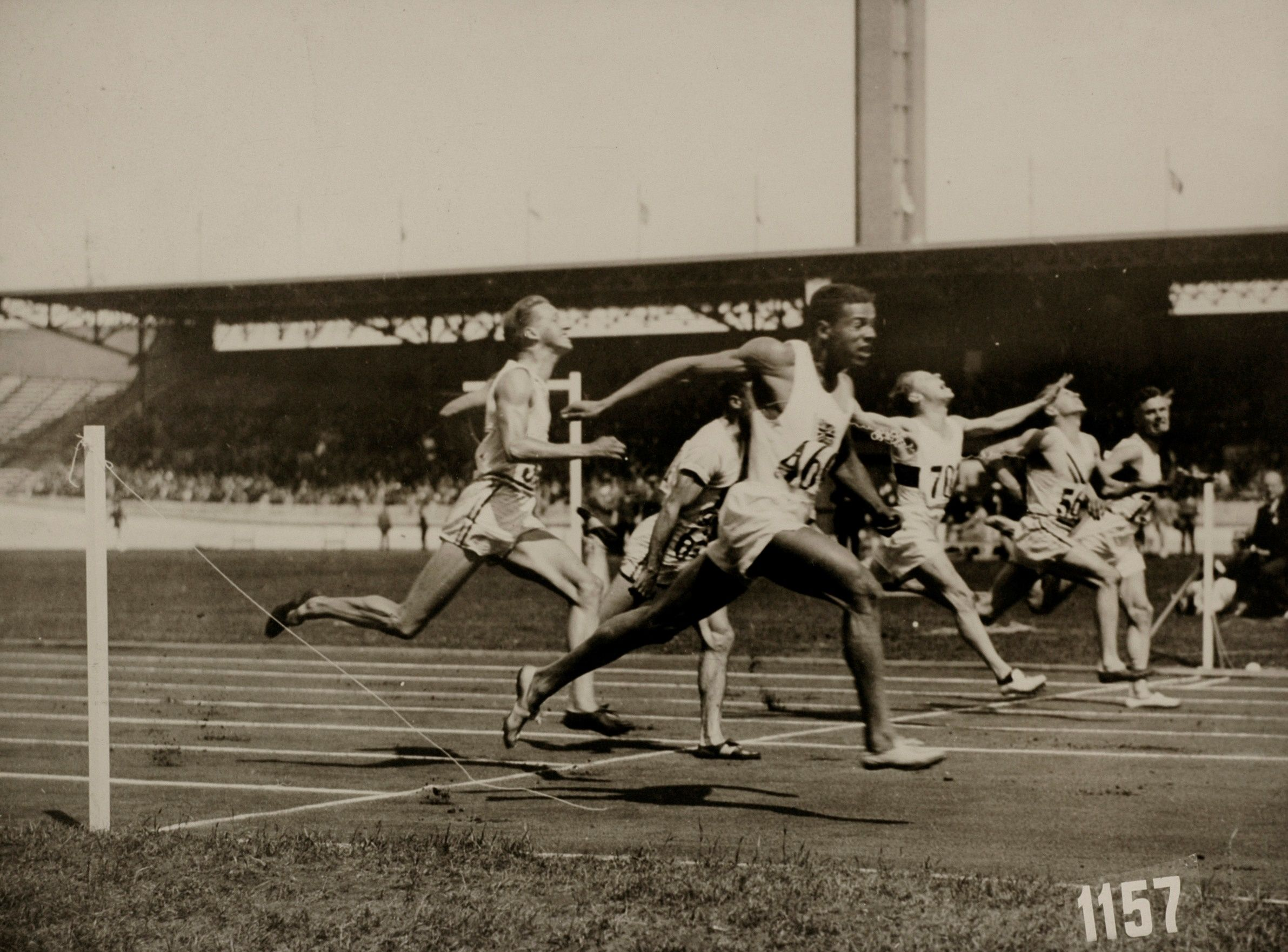
De in Brits-Guiana geboren Jack London wint de tweede halve finale van de 100 meter

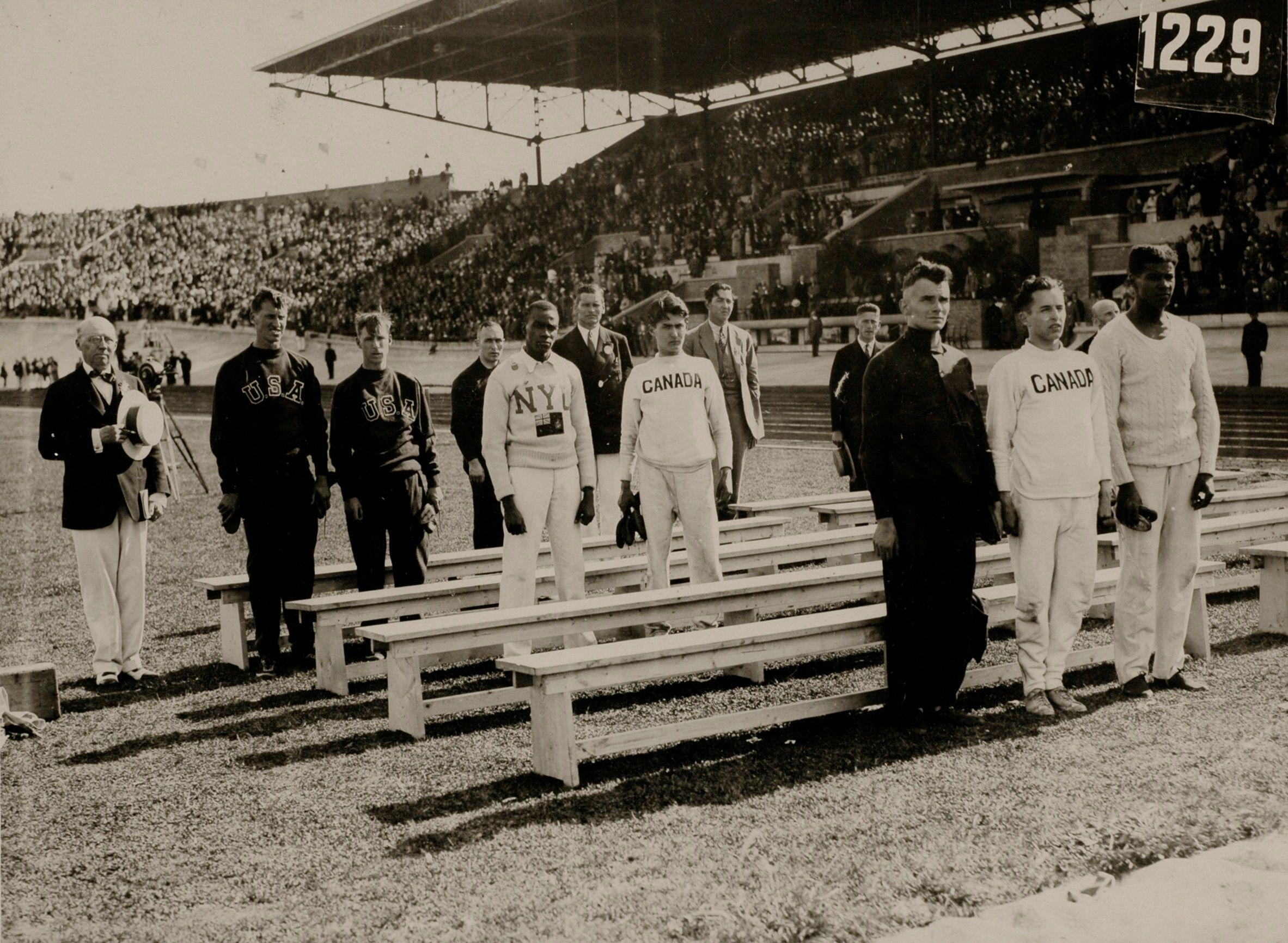
De medailleceremonie van de 100 meter hardlopen; v.l.n.r. Georg Lammers (brons), Percy Williams (goud), Jack London (zilver)

Atletiek is een van de sporten die beoefend werden tijdens de Olympische Zomerspelen 1928 in Amsterdam.

## Heren

### 100 m
| rang   | sporter(s)        | land | tijd   |
| ------ | ----------------- | ---- | ------ |
| Goud   | Percy Williams    | CAN  | 10.8 * |
| Zilver | Jack London       | GBR  | 10.9   |
| Brons  | Georg Lammers     | GER  | 10.9   |
| 4      | Frank Wykoff      | USA  | 11.0   |
| 5      | Wilfred Legg      | USA  | 11.0   |
| 6      | Robert McAllister | USA  | 11.0   |

 * Percy Williams had eerder in de kwartfinale met 10,6 s een nieuw olympisch record gevestigd, een tijd die in de halve finale door de Amerikaan Robert McAllister werd geëvenaard.

### 200 m
| rang   | sporter(s)       | land | tijd |
| ------ | ---------------- | ---- | ---- |
| Goud   | Percy Williams   | CAN  | 21.8 |
| Zilver | Walter Rangeley  | GBR  | 21.9 |
| Brons  | Helmut Körnig    | GER  | 21.9 |
| 4      | Jackson Scholz   | USA  | 21.9 |
| 5      | John Fitzpatrick | CAN  | 21.9 |
| 6      | Jakob Schüller   | GER  | 22.2 |

### 400 m
| rang   | sporter(s)      | land | tijd |
| ------ | --------------- | ---- | ---- |
| Goud   | Ray Barbuti     | USA  | 47.8 |
| Zilver | Jimmy Ball      | CAN  | 48.0 |
| Brons  | Joachim Büchner | GER  | 48.2 |
| 4      | John Rinkel     | GBR  | 48.4 |
| 5      | Harry Storz     | GER  | 48.8 |
| 6      | Herman Phillips | USA  | 49.0 |

### 800 m
| rang   | sporter(s)        | land | tijd      |
| ------ | ----------------- | ---- | --------- |
| Goud   | Douglas Lowe      | GBR  | OR 1:51.8 |
| Zilver | Erik Byléhn       | SWE  | 1:52.8    |
| Brons  | Hermann Engelhard | GER  | 1:53.2    |
| 4      | Philip Edwards    | CAN  | 1:54.0    |
| 5      | Lloyd Hahn        | USA  | 1:54.2    |
| 6      | Séraphin Martin   | FRA  | 1:54.6    |
| 7      | Earl Fuller       | USA  | 1:55.0    |
| 8      | Jean Keller       | FRA  | 1:57.0    |

### 1500 m
| rang   | sporter(s)          | land | tijd      |
| ------ | ------------------- | ---- | --------- |
| Goud   | Harri Larva         | FIN  | OR 3:53.2 |
| Zilver | Jules Ladoumègue    | FRA  | 3:53.8    |
| Brons  | Eino Purje          | FIN  | 3:56.4    |
| 4      | Hans-Georg Wichmann | GER  | 3:56.8    |
| 5      | Cyril Ellis         | GBR  | 3:57.6    |
| 6      | Paul Martin         | SUI  | 3:58.4    |
| 7      | Hans Krause         | GER  | 3:59.0    |
| 8      | Adolf Kittel        | TCH  | 4:00.4    |

### 5000 m
| rang   | sporter(s)           | land | tijd    |
| ------ | -------------------- | ---- | ------- |
| Goud   | Ville Ritola         | FIN  | 14:38.0 |
| Zilver | Paavo Nurmi          | FIN  | 14:40.0 |
| Brons  | Edvin Wide           | SWE  | 14:41.2 |
| 4      | Leo Lermond          | USA  | 14:50.0 |
| 5      | Ragnar Magnusson     | SWE  | 14:59.6 |
| 6      | Armas Kinnunen       | FIN  | 15:02.0 |
| 7      | Stanislavs Petkevics | LAT  |         |
| 8      | Herbert Johnstone    | GBR  |         |

### 10000 m
| rang   | sporter(s)           | land | tijd       |
| ------ | -------------------- | ---- | ---------- |
| Goud   | Paavo Nurmi          | FIN  | OR 30:18.8 |
| Zilver | Ville Ritola         | FIN  | 30:19.8    |
| Brons  | Edvin Wide           | SWE  | 31:00.8    |
| 4      | Jean-Gunnar Lindgren | SWE  | 31:26.0    |
| 5      | Arthur Muggeridge    | GBR  | 31:31.8    |
| 6      | Ragnar Magnusson     | SWE  | 31:37.2    |
| 7      | Toivo Loukola        | FIN  | 31:39.0    |
| 8      | Kalle Matilainen     | FIN  | 31:45.0    |

### marathon
| rang   | sporter(s)              | land | tijd    |
| ------ | ----------------------- | ---- | ------- |
| Goud   | Ahmed Boughéra El Ouafi | FRA  | 2:32:57 |
| Zilver | Manuel Plaza            | CHI  | 2:33:23 |
| Brons  | Martti Marttelin        | FIN  | 2:35:02 |
| 4      | Kanematsu Yamada        | JPN  | 2:35:29 |
| 5      | Joie Ray                | USA  | 2:36:04 |
| 6      | Seiichiro Tsuda         | JPN  | 2:36:20 |
| 7      | Yrjö Korholin-Koski     | FIN  | 2:36:40 |
| 8      | Sam Ferris              | GBR  | 2:37:41 |

### 110 m horden
| rang   | sporter(s)             | land | tijd |
| ------ | ---------------------- | ---- | ---- |
| Goud   | Sydney Atkinson        | RSA  | 14.8 |
| Zilver | Stephen Anderson       | USA  | 14.8 |
| Brons  | John Collier           | USA  | 14.9 |
| 4      | Leighton Dye           | USA  | 14.9 |
| 5      | George Weightman-Smith | RSA  | 15.0 |
| 6      | Frederick Gaby         | GBR  | 15.2 |

### 400 m horden
| rang   | sporter(s)                  | land | tijd    |
| ------ | --------------------------- | ---- | ------- |
| Goud   | David Burghley              | GBR  | OR 53.4 |
| Zilver | Frank Cuhel                 | USA  | 53.6    |
| Brons  | Morgan Taylor               | USA  | 53.6    |
| 4      | Sten Pettersson             | SWE  | 53.8    |
| 5      | Thomas Livingston-Learmonth | GBR  | 54.2    |
| 6      | Luigi Facelli               | ITA  | 55.8    |

### 3000 m steeple chase
| rang   | sporter(s)      | land | tijd      |
| ------ | --------------- | ---- | --------- |
| Goud   | Toivo Loukola   | FIN  | WR 9:21.8 |
| Zilver | Paavo Nurmi     | FIN  | 9:31.2    |
| Brons  | Ove Andersen    | FIN  | 9:53.6    |
| 4      | Nils Eklöf      | SWE  | 9:38.0    |
| 5      | Henri Dartigues | FRA  | 9:40.0    |
| 6      | Lucien Duquesne | FRA  | 9:40.6    |
| 7      | Melvin Dalton   | USA  |           |
| 8      | William Spencer | USA  |           |

### 4x100 m estafette
| rang   | sporter(s)                                                  | land | tijd    |
| ------ | ----------------------------------------------------------- | ---- | ------- |
| Goud   | Frank Wykoff James Quinn Charles Borah Henry Russell        | USA  | OR 41.0 |
| Zilver | Georg Lammers Richard Corts Hubert Houben Helmut Körnig     | GER  | 41.2    |
| Brons  | Cyril Gill Edward Smouha Walter Rangeley John London        | GBR  | 41.8    |
| 4      | André Cerbonney Gilbert Auvergne Pierre Dafau André Mourlon | FRA  | 42.0    |
| 5      | Emmanuel Goldsmith Willy Weibel Willy Tschopp Hans Niggl    | SUI  | 42.6    |
|        | Ralph Adams John Fitzpatrick George Hester Percy Williams   | CAN  | DQ      |

### 4x400 m estafette
| rang   | sporter(s)                                                         | land | tijd      |
| ------ | ------------------------------------------------------------------ | ---- | --------- |
| Goud   | George Baird Fred Alderman Emerson Spencer Ray Barbuti             | USA  | WR 3:14.2 |
| Zilver | Otto Neumann Harry Storz Richard Krebs Hermann Engelhard           | GER  | 3:14.8    |
| Brons  | Jimmy Ball Stanley Glover Philip Edwards Alex Wilson               | CAN  | 3:15.4    |
| 4      | Björn Kugelberg Bertil von Wachenfeldt Erik Byléhn Sten Pettersson | SWE  | 3:15.8    |
| 5      | Roger Leigh-Wood William Craner John Rinkel Douglas Lowe           | GBR  | 3:16.4    |
| 6      | Georges Krotoff Joseph Jackson Georges Dupont René Féger           | FRA  | 3:19.4    |

### hoogspringen
| rang   | sporter(s)       | land | hoogte |
| ------ | ---------------- | ---- | ------ |
| Goud   | Robert King      | USA  | 1.94 m |
| Zilver | Benjamin Hedges  | USA  | 1.91 m |
| Brons  | Claude Ménard    | FRA  | 1.91 m |
| 4      | Simeon Toribio   | PHI  | 1.91 m |
| 5      | Harold Osborn    | USA  | 1.91 m |
| 6      | Kazuo Kimura     | JPN  | 1.88 m |
| 7      | André Cherrier   | FRA  | 1.88 m |
| 7      | Pierre Lewden    | FRA  | 1.88 m |
| 7      | Charles McGinnis | USA  | 1.88 m |
| 7      | Mikio Oda        | JPN  | 1.88 m |

### polsstokhoogspringen
| rang   | sporter(s)            | land | hoogte    |
| ------ | --------------------- | ---- | --------- |
| Goud   | Sabin Carr            | USA  | OR 4.20 m |
| Zilver | William Droegemueller | USA  | 4.10 m    |
| Brons  | Charles McGinnis      | USA  | 3.95 m    |
| 4      | Victor Pickard        | CAN  | 3.95 m    |
| 5      | Lee Barnes            | USA  | 3.95 m    |
| 6      | Yonataro Nakazawa     | JPN  | 3.90 m    |
| 7      | Henry Lindblad        | SWE  | 3.90 m    |
| 8      | János Karlovits       | HUN  | 3.80 m    |

### verspringen
| rang   | sporter(s)       | land | afstand |
| ------ | ---------------- | ---- | ------- |
| Goud   | Ed Hamm          | USA  | 7.73 m  |
| Zilver | Silvio Cator     | HAI  | 7.58 m  |
| Brons  | Alfred Bates     | USA  | 7.40 m  |
| 4      | Willi Meier      | GER  | 7.39 m  |
| 5      | Erich Köchermann | GER  | 7.35 m  |
| 6      | Hannes de Boer   | NED  | 7.32 m  |
| 7      | Ed Gordon        | USA  | 7.32 m  |
| 8      | Eric Svensson    | SWE  | 7.29 m  |

### hink-stap-springen
| rang   | sporter(s)      | land | afstand |
| ------ | --------------- | ---- | ------- |
| Goud   | Mikio Oda       | JPN  | 15.21 m |
| Zilver | Levi Casey      | USA  | 15.17 m |
| Brons  | Vilho Tuulos    | FIN  | 15.11 m |
| 4      | Chuhei Nambu    | JPN  | 15.01 m |
| 5      | Toimi Tulikoura | FIN  | 14.70 m |
| 6      | Erkki Järvinen  | FIN  | 14.65 m |
| 7      | Willem Peters   | NED  | 14.55 m |
| 8      | Väinö Rainio    | FIN  | 14.41 m |

### kogelstoten
| rang   | sporter(s)      | land | afstand    |
| ------ | --------------- | ---- | ---------- |
| Goud   | John Kuck       | USA  | WR 15.87 m |
| Zilver | Herman Brix     | USA  | 15.75 m    |
| Brons  | Emil Hirschfeld | GER  | 15.72 m    |
| 4      | Eric Krenz      | GER  | 14.99 m    |
| 5      | Armas Wahlstedt | FIN  | 14.69 m    |
| 6      | Wilhelm Uebler  | GER  | 14.69 m    |
| 7      | Harlow Rothert  | USA  | 14.68 m    |
| 8      | József Darányi  | HUN  | 14.35 m    |

### discuswerpen
| rang   | sporter(s)      | land | afstand    |
| ------ | --------------- | ---- | ---------- |
| Goud   | Bud Houser      | USA  | OR 47.32 m |
| Zilver | Antero Kivi     | FIN  | 47.23 m    |
| Brons  | James Corson    | USA  | 47.10 m    |
| 4      | Harald Stenerud | NOR  | 45.80 m    |
| 5      | John Anderson   | USA  | 44.87 m    |
| 6      | Eino Kenttä     | FIN  | 44.17 m    |
| 7      | Ernst Paulus    | GER  | 44.15 m    |
| 8      | Johan Trandem   | NOR  | 43.97 m    |

### kogelslingeren
| rang   | sporter(s)       | land | afstand |
| ------ | ---------------- | ---- | ------- |
| Goud   | Pat O'Callaghan  | IRL  | 51.39 m |
| Zilver | Ossian Skiöld    | SWE  | 51.29 m |
| Brons  | Edmund Black     | USA  | 49.03 m |
| 4      | Armando Poggioli | ITA  | 48.37 m |
| 5      | Donald Gwinn     | USA  | 47.15 m |
| 6      | Frank Connor     | USA  | 46.75 m |
| 7      | Federico Kleger  | ARG  | 46.61 m |
| 8      | Ricardo Bayer    | CHI  | 46.34 m |

### speerwerpen
| rang   | sporter(s)      | land | afstand |
| ------ | --------------- | ---- | ------- |
| Goud   | Erik Lundqvist  | SWE  | 66.60 m |
| Zilver | Béla Szepes     | HUN  | 65.26 m |
| Brons  | Olav Sunde      | NOR  | 63.97 m |
| 4      | Paavo Liettu    | FIN  | 63.86 m |
| 5      | Bruno Schlokat  | GER  | 63.40 m |
| 6      | Eino Penttilä   | FIN  | 63.20 m |
| 7      | Stanley Lay     | NZL  | 62.89 m |
| 8      | Johannes Meimer | EST  | 61.46 m |

### tienkamp
| rang   | sporter(s)            | land | punten      |
| ------ | --------------------- | ---- | ----------- |
| Goud   | Paavo Yrjölä          | FIN  | WR 8053.290 |
| Zilver | Akilles Järvinen      | FIN  | 7931.500    |
| Brons  | John Doherty (atleet) | USA  | 7706.650    |
| 4      | James Stewart         | USA  | 7624.135    |
| 5      | Thomas Churchill      | USA  | 7417.115    |
| 6      | Helge Jansson         | SWE  | 7286.285    |
| 7      | Ludwig Vesely         | AUT  | 7274.850    |
| 8      | Albert Andersson      | SWE  | 7109.635    |

## Dames

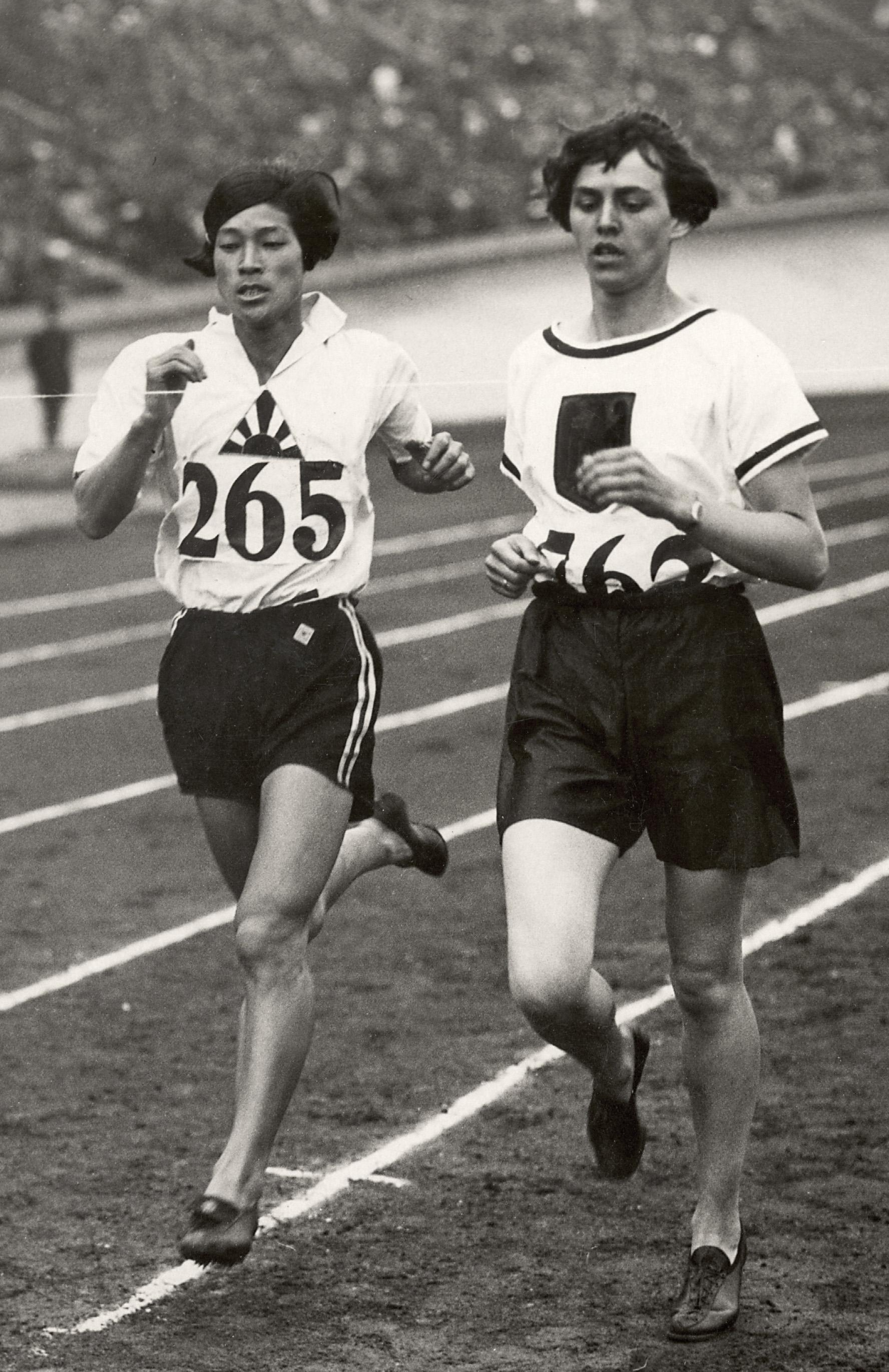
De taferelen na afloop van de 800 m, gewonnen door Lina Radke (rechts) voor Kinue Hitomi (nr. 265), zorgden ervoor dat dit nummer na Amsterdam weer uit het olympische programma voor vrouwen werd verwijderd.

### 100 m
| rang   | sporter(s)      | land | tijd    |
| ------ | --------------- | ---- | ------- |
| Goud   | Betty Robinson  | USA  | OR 12.2 |
| Zilver | Bobby Rosenfeld | CAN  | 12.3    |
| Brons  | Ethel Smith     | CAN  | 12.3    |
| 4      | Erna Steinberg  | GER  | 12.4    |
|        | Myrtle Cook     | CAN  | DQ      |
|        | Leni Schmidt    | GER  | DQ      |

### 800 m
| rang   | sporter(s)            | land | tijd      |
| ------ | --------------------- | ---- | --------- |
| Goud   | Lina Radke-Batschauer | GER  | WR 2:16.8 |
| Zilver | Kinue Hitomi          | JPN  | 2:17.6    |
| Brons  | Inga Gentzel          | SWE  | 2:17.8    |
| 4      | Jean Thompson         | CAN  | 2:21.6    |
| 5      | Bobby Rosenfeld       | CAN  | 2:22.4    |
| 6      | Florence McDonald     | CAN  | 2:22.6    |
| 7      | Marie Dollinger       | GER  | 2:23.0    |
| 8      | Gertruda Kilosówna    | POL  | 2:28.0    |

### 4x100 m estafette
| rang   | sporter(s)                                                           | land | tijd    |
| ------ | -------------------------------------------------------------------- | ---- | ------- |
| Goud   | Bobby Rosenfeld Ethel Smith Jane Bell Myrtle Cook                    | CAN  | WR 48.4 |
| Zilver | Mary Washburn Jessica Cross Loretta McNeil Betty Robinson            | USA  | 48.8    |
| Brons  | Rosa Kellner Helene Schmidt Anni Holdmann Helene Junker              | GER  | 49.0    |
| 4      | Georgette Gagneux Yolande Plancke Marguerite Radideau Lucienne Vellu | FRA  | 49.6    |
| 5      | Lies Aengenendt Rie Briejèr Nettie Grooss Bets ter Horst             | NED  | 49.8    |
| 6      | Luisa Bonfanti Giannina Marchini Derna Pollazzo Vittorina Vivenza    | ITA  | 53.6    |

### hoogspringen
| rang   | sporter(s)        | land | hoogte     |
| ------ | ----------------- | ---- | ---------- |
| Goud   | Ethel Catherwood  | CAN  | WR 1.595 m |
| Zilver | Lien Gisolf       | NED  | 1.56 m     |
| Brons  | Mildred Wiley     | USA  | 1.56 m     |
| 4      | Jean Shiley       | USA  | 1.51 m     |
| 5      | Marjorie Clark    | RSA  | 1.48 m     |
| 6      | Helma Notte       | GER  | 1.48 m     |
| 7      | Inge Braumüller   | GER  | 1.48 m     |
| 7      | Catherine Maguire | USA  | 1.48 m     |
| 7      | Marion Holley     | USA  | 1.48 m     |
| 7      | Louise Stevens    | BEL  | 1.48 m     |

### discuswerpen
| rang   | sporter(s)          | land | afstand    |
| ------ | ------------------- | ---- | ---------- |
| Goud   | Halina Konopacka    | POL  | WR 39.62 m |
| Zilver | Lillian Copeland    | USA  | 37.08 m    |
| Brons  | Ruth Swedberg       | SWE  | 35.92 m    |
| 4      | Milly Reuter        | GER  | 35.86 m    |
| 5      | Grete Heublein      | GER  | 35.56 m    |
| 6      | Liesl Perkaus       | AUT  | 33.54 m    |
| 7      | May Belle Reichardt | USA  | 33.52 m    |
| 8      | Genowefa Kobielska  | POL  | 32.72 m    |

## Medaillespiegel
| rang   | land             | goud | zilver | brons | totaal |
| ------ | ---------------- | ---- | ------ | ----- | ------ |
| 1      | Verenigde Staten | 9    | 8      | 8     | 25     |
| 2      | Finland          | 5    | 5      | 4     | 14     |
| 3      | Canada           | 4    | 2      | 2     | 8      |
| 4      | Groot-Brittannië | 2    | 2      | 1     | 5      |
| 5      | Duitsland        | 1    | 2      | 6     | 9      |
| 6      | Zweden           | 1    | 2      | 4     | 7      |
| 7      | Frankrijk        | 1    | 1      | 1     | 3      |
| 8      | Japan            | 1    | 1      | 0     | 2      |
| 9      | Ierland          | 1    | 0      | 0     | 1      |
| 9      | Polen            | 1    | 0      | 0     | 1      |
| 9      | Zuid-Afrika      | 1    | 0      | 0     | 1      |
| 12     | Chili            | 0    | 1      | 0     | 1      |
| 12     | Haïti            | 0    | 1      | 0     | 1      |
| 12     | Hongarije        | 0    | 1      | 0     | 1      |
| 12     | Nederland        | 0    | 1      | 0     | 1      |
| 16     | Noorwegen        | 0    | 0      | 1     | 1      |
| totaal | totaal           | 27   | 27     | 27    | 81     |